# Gospodari svemira: Otkriće
Gospodari svemira: Otkriće (eng. Masters of the Universe: Revelation), američka animirana serija koju su 2021. godine producirali Kevin Smith i Powerhouse Animation Studios. Serija je nastavak originalne Filmationove serije He-Man i Gospodari svemira (1983. - 1985.) i zato se reklamirala kao prva nova serija iz franšize Gospodari svemira izdana nakon 40 godina, ignorirajući seriju i događaje iz Nove pustolovine He-Mana (1989. - 1991.) te novu verziju serije He-Man i Gospodari svemira (2002. - 2004.) koju je distribuirao Cartoon Network preko svoje platforme.
Seriju je distribuirao Netflix u dva dijela; prvi u srpnju, a drugi u studenom 2021. godine. Svaki dio sastojao se od pet epizoda koje bi zajedno trebale tvoriti prvu sezonu serije, ali često se uzimaju kao prva i druga sezona. U lipnju 2022. godine najavljen je nastavak serije pod nazivom Masters of the Universe: Revolution
Netflixova serija je napravljena u ozbiljnijem i mračnijem tonu u odnosu na original iz 1980-ih te je poglavito namjenjena dugogodišnjim obožavateljima franšize i originalne serije. Istodobno s razvitkom ove serije, Netflix je najavio i drugu animiranu seriju, He-Man i Gospodari svemira, koja je emitirana također 2021. godine i koja je mnogo više orijentirana na mlađu publiku i potencijalne nove obožavatelje te se definira kao reboot, koji iznova, ali na suvremeni način prikazuje priču i događaje iz franšize.
Početkom 2024. izašla je druga sezona animiranog serijala, treći dio ukupno, pod nazivom Gospodari svemira: Revolucija u kojoj se priča vrti oko invazije Hordakove Horde na Eterniju i tajne Skeletorova porijekla.

## Radnja serije
Zli gospodar Skeletor izvršio je još jedan u nizu napada na dvorac Siva Lubanja, ali ovaj put je uspješno osvojio dvorac i zarobio Čarobnicu. U pokušaju da poraze Skeletora i njegove Zle ratnike, He-Man i Herojski ratnici krenuli su u obračun, ali tijekom sukoba u dvorcu Siva Lubanja došlo je do proboja Kristalne sfere koja čuva u sebi svu moć Eternije i svemira, što je za posljedicu imalo smrt i uništenje He-Mana i Skeletora. Međutim, u trenutku dok je He-Man pokušavao zadržati Kristalnu sferu od proboja služeći se snagom svog Mača Moći, energija Kristalne sfere mu je iscrpila moći te se pred Teelinim, Skeletorovim i Evil-Lyninim očima preobrazio natrag u princa Adama. U sljedećem trenutku eksplozija je uništila He-Mana i Skeletora, a s nestankom Kristalne sfere nestala je i sva magija na planeti Eterniji.
Poslije He-Manove smrti, svi u kraljevskoj palači doznali su njegov stvarni identitet. Kada je doznao da je izgubio sina, kralj Randor je oduzeo Man-At-Armsu sve časti i protjerao ga iz palače i Eternosa te mu zaprijetio smrću ukoliko se ikada vrati. Teela je, bijesna što je na taj način doznala da je He-Man bio zapravo princ Adam, dala ostavku na svoju dužnost kapetanice dvorske straže i otišla iz Eternosa. Istovremeno, kralj Randor je zamjerio svojoj supruzi, kraljici Marleni, koja je uvijek sumnjala da je njen sin Adam junak Eternije.
Nestankom Skeletora nije u potpunosti nestao sukob na Eterniji, jer je dio njegovih pristalica oformio tehnicističku sektu i počeo obožavati tajanstvenu Glavnu ploču. Vođe sekte bili u Tri-Klops i Trap Jaw, a sekta je napadala svakoga tko je crpio i koristio posljednje količine magije na Eterniji, jer se sekta zalagala za dominaciju visoke tehnologije nad magijom.

## Glasovi
| - Chris Wood - Princ Adam / He-Man - Mark Hamill - Skeletor - Liam Cunningham - Duncan / Man-At-Arms - Sarah Michelle Gellar - Teela - Lena Headey - Evil-Lyn / Majestra - Diedrich Bader - Kralj Randor, Trap Jaw - Alicia Silverstone - Kraljica Marlena - Stephen Root - Cringer / Borbeni Mačak - Griffin Newman - Orko - Susan Eisenberg - Čarobnica - Kevin Michael Richardson - Beast Man - Kevin Conroy - Mer-Man - Henry Rollins - Tri-Klops - Jason Mewes - Stinkor | - Alan Oppenheimer - Moss-Man - Justin Long - Roboto - Tony Todd - Scare-Glow - Phil LaMarr - He-Ro, Spikor - Cree Summer - Svećenica, Kuduk - Harley Quinn Smith - Illena - Tiffany Smith - Andra - Dennis Haysbert - Kralj Grayskull - Adam Gifford - Vikor - Jay Tavare - Wun-Dar - Method Man - Clamp-Champ - Ralph Garman - Fisto - Kevin Smith - Goatman, Pigboy - Danny Trejo - Ram-Man - Dee Bradley Baker - Divlji He-Man, malena Teela |

## Popis epizoda
Prva sezona se sastoji od dva dijela, od kojeg svaki ima po pet epizoda, što je ukupno deset epizoda po sezoni. Međutim, dijelovi prve sezone su okarakterizirani kao prva i druga sezona, premda se zapravo radi o jednoj sezoni podijeljenoj u dva dijela.

### Sezona 1.
| Br. epizode | Br. u seriji | Izvorni naslov epizode               | Hrvatski naslov epizode        | Režija                           | Scenarij                    | datum prikazivanja* |
| ----------- | ------------ | ------------------------------------ | ------------------------------ | -------------------------------- | --------------------------- | ------------------- |
| 1           | 1            | "The Power of Grayskull"             | Moć Sive Lubanje               | Adam Conarroe i Patrick Stannard | Kevin Smith                 | 23. studenog 2021.  |
| 2           | 2            | "The Poisoned Chalice"               | Otrovani kalež                 | Adam Conarroe i Patrick Stannard | Diya Mishra                 | 23. studenog 2021.  |
| 3           | 3            | "The Most Dangerous Man in Eternia"  | Najopasniji čovjek na Eterniji | Adam Conarroe i Patrick Stannard | Marc Bernardin              | 23. studenog 2021.  |
| 4           | 4            | "Land of the Dead"                   | Zemlja mrtvih                  | Adam Conarroe i Patrick Stannard | Tim Sheridan                | 23. studenog 2021.  |
| 5           | 5            | "The Forge at the Forest of Forever" | Kovačnica kod Beskrajne šume   | Adam Conarroe i Patrick Stannard | Eric Carrasco               | 23. studenog 2021.  |
| 6           | 1            | "Cleaved in Twain"                   | Rascijepljen na dvoje          | Adam Conarroe i Patrick Stannard | Eric Carrasco i Kevin Smith | 23. studenog 2021.  |
| 7           | 2            | "Reason and Blood"                   | Razum i krv                    | Adam Conarroe i Patrick Stannard | Tim Sheridan                | 23. studenog 2021.  |
| 8           | 3            | "The Gutter Rat"                     | Štakorica iz kanalizacije      | Adam Conarroe i Patrick Stannard | Diya Mishra                 | 23. studenog 2021.  |
| 9           | 4            | "Hope, for a Destination"            | Nada i cilj                    | Adam Conarroe i Patrick Stannard | Tim Sheridan                | 23. studenog 2021.  |
| 10          | 5            | "Comes with Everything You See Here" | Junaci                         | Adam Conarroe i Patrick Stannard | Eric Carrasco               | 23. studenog 2021.  |

## Kritika
Premda su dugogodišnji obožavatelji franšize Gospodari svemira izražavali svoje negodovanje oko formuliranja same priče i načina pristupa pojedinim likovima, osobito u kontekstu davanja izraženije uloge u radnji Teeli na uštrb glavnog junaka franšize He-Mana, kritike prvog i drugog dijela sezone bile su veoma pozitivne. Na stranici Rotten Tomatoes oba dijela prve sezone imaju po 92% glasova.

## Nastavak
Netflix dovršava snimanje druge sezone serijala koje će biti prikazano pod nazivom "Gospodari svemira: Revolucija" (Masters of the Universe: Revolution). Radnja druge sezone uključuje napad Hordaka, vođe Zle Horde na Eterniju.